# Тауан Лара
Тауа́н Ла́ра дос Са́нтос (порт.-браз. Thauan Lara dos Santos; род. 22 января 2004, Порту-Алегри), или же просто Тауа́н Ла́ра (порт.-браз. Thauan Lara) — бразильский футболист, защитник клуба «Алверка».

## Клубная карьера
Тауан — воспитанник клуба «Интернасьонал». 17 ноября 2021 года в матче против «Куябы» он дебютировал в бразильской Серии A.

## Международная карьера
В 2023 году в составе олимпийской сборной Бразилии Тауан принял участие в Панамериканских играх в Чили. На турнире он сыграл в матчах против команд США, Колумбии, Гондураса, Мексики и Чили. В поединке против гондурасцев Лара забил гол.

## Достижения
Международные
 Бразилия (до 23)
- Победитель Панамериканских игр — 2023